# 亞伯特·羅比達
亞伯特·羅比達（Albert Robida，1848年3月14日—1926年10月11日）是法國小說家、插畫家、版畫家、諷刺畫家、記者，代表作是『二十世紀』。

## 著作一覽
- 二十世紀
- 二十世紀的戰爭
- 二十世紀、電氣生活

等

## 外部連結
- Albert Robida... et son blog （页面存档备份，存于） （法語）
- 'French Medieval Tales in the 19th Century', British Library blog （页面存档备份，存于）
- The friends of Albert Robida site （页面存档备份，存于） （法語）
- 1942 Life magazine article （页面存档备份，存于） on accuracy of Robida's predictions of future warfare, with pictures
- "Albert" Robida的作品  - 古騰堡計劃
- 互联网档案馆中亞伯特·羅比達的作品或与之相关的作品
- 來自亞伯特·羅比達的LibriVox公共領域有聲讀物